# Revens
Revens – miejscowość i gmina we Francji, w regionie Oksytania, w departamencie Gard.
Według danych na rok 1990 gminę zamieszkiwało 30 osób, a gęstość zaludnienia wynosiła 2 osoby/km² (wśród 1545 gmin Langwedocji-Roussillon Revens plasuje się na 870. miejscu pod względem liczby ludności, natomiast pod względem powierzchni na miejscu 534.).